# Saison 2 de The Gifted
Chronologie
Saison 1
Cet article présente les seize épisodes de la deuxième et dernière saison de la série télévisée américaine The Gifted.

## Distribution

### Acteurs principaux
- Stephen Moyer (VF : Guillaume Lebon) : Reed Strucker
- Amy Acker (VF : Léa Gabriele) : Caitlin Strucker
- Sean Teale (VF : Hugo Brunswick) : Marcos Diaz / Eclipse
- Jamie Chung (VF : Véronique Picciotto) : Clarice Fong / Blink
- Coby Bell (VF : Gilduin Tissier) : Jace Turner
- Emma Dumont (VF : Claire Baradat) : Lorna Dane / Polaris
- Blair Redford (VF : Donald Reignoux) : John Proudstar / Thunderbird
- Natalie Alyn Lind (VF : Anne-Charlotte Piau) : Lauren Strucker
- Percy Hynes White (VF : Benjamin Bollen) : Andy Strucker
- Skyler Samuels (VF : Alice Taurand) : Esme / Sophie / Phoebe Frost (en)
- Grace Byers : Reeva Payge[3]

### Acteurs récurrents
- Hayley Lovitt (en) : Sage
- Michael Luwoye (en) : Erg
- Anjelica Bette Fellini : Rebecca Hoover / Twist
- Renes Rivera (VF : Jean-Luc Atlan) : Mark
- James Carpinello : Rick[4]
- Jeff Daniel Phillips : Fade
- Jermaine Rivers (en) (VF : Mike Fédée) : Shatter
- Tom O'Keefe : Officier Ted Wilson

### Invités
- Ray Campbell : William
- Erinn Ruth : Evangeline Whedon (en)
- Frances Turner : Paula Turner
- Peter Gallagher : Benedict Ryan
- Sumalee Montano : Dr Taylor
- Kathryn Erbe : tante de Lorna
- Kate Burton : Dr Madeline Risman
- Ken Kirby : Noah

## Liste des épisodes

### Épisode 1:éMergence
- États-Unis /  Canada : 25 septembre 2018 sur Fox[1] / Citytv
- France : 1er octobre 2018 sur Canal + Séries[5] (en VOSTfr)
- Québec : 8 janvier 2019 sur VRAK (en VF)

- États-Unis : 2,58 millions de téléspectateurs[6] (première diffusion)

### Épisode 2:crise faMiliale
- États-Unis /  Canada : 2 octobre 2018 sur Fox / Citytv
- France : 8 octobre 2018 sur Canal+ Séries (en VOSTfr)
- Québec : 15 janvier 2019 sur VRAK (en VF)

- États-Unis : 2,27 millions de téléspectateurs[7] (première diffusion)

### Épisode 3:coMplications
- États-Unis /  Canada : 9 octobre 2018 sur Fox / Citytv
- France : 15 octobre 2018 sur Canal+ Séries (en VOSTfr)
- Québec : 22 janvier 2019 sur VRAK (en VF)

- États-Unis : 2,06 millions de téléspectateurs[8]

### Épisode 4:Mission à haut risque
- États-Unis /  Canada : 16 octobre 2018 sur Fox / Citytv
- France : 22 octobre 2018 sur Canal+ Séries (en VOSTfr)
- Québec : 29 janvier 2019 sur VRAK (en VF)

- États-Unis : 1,93 million de téléspectateurs[9] (première diffusion)

### Épisode 5:rivalités entre Mutants
- États-Unis /  Canada : 30 octobre 2018 sur Fox / Citytv
- France : 5 novembre 2018 sur Canal+ Séries (en VOSTfr)
- Québec : 5 février 2019 sur VRAK (en VF)

- États-Unis : 1,96 million de téléspectateurs[10] (première diffusion)

### Épisode 6:l'eMpreinte
- États-Unis /  Canada : 6 novembre 2018 sur Fox / Citytv
- France : 12 novembre 2018 sur Canal+ Séries (en VOSTfr)
- Québec : 12 février 2019 sur VRAK (en VF)

- États-Unis : 2,31 millions de téléspectateurs[11] (première diffusion)

### Épisode 7:pas de coMpassion
- États-Unis /  Canada : 13 novembre 2018 sur Fox / Citytv
- France : 18 novembre 2018 sur Canal+ Séries (en VOSTfr)
- Québec : 19 février 2019 sur VRAK (en VF)

- États-Unis : 1,89 million de téléspectateurs[12] (première diffusion)

### Épisode 8:chiMères
- États-Unis /  Canada : 27 novembre 2018 sur Fox / Citytv
- France : 3 décembre 2018 sur Canal+ Séries (en VOSTfr)
- Québec : 26 février 2019 sur VRAK (en VF)

- États-Unis : 2,17 millions de téléspectateurs[13] (première diffusion)

### Épisode 9:changeMent de règles
- États-Unis /  Canada : 4 décembre 2018 sur Fox / Citytv
- France : 10 décembre 2018 sur Canal+ Séries (en VOSTfr)
- Québec : 5 mars 2019 sur VRAK (en VF)

- États-Unis : 2,02 millions de téléspectateurs[14] (première diffusion)

### Épisode 10:l'enneMi de Mon enneMi
- États-Unis /  Canada : 1er janvier 2019 sur Fox / Citytv
- France : 7 janvier 2019 sur Canal+ Séries (en VOSTfr)
- Québec : 12 mars 2019 sur VRAK

- États-Unis : 1,73 million de téléspectateurs[15] (première diffusion)

### Épisode 11:le trio Maléfique
- États-Unis /  Canada : 8 janvier 2019 sur Fox / Citytv
- France : 14 janvier 2019 sur Canal+ Séries (en VOSTfr)
- Québec : 19 mars 2019 sur VRAK

- États-Unis : 2,07 millions de téléspectateurs[16] (première diffusion)

### Épisode 12:divisions Mutantes
- États-Unis /  Canada : 15 janvier 2019 sur Fox / Citytv
- France : 20 janvier 2019 sur Canal+ Séries (en VOSTfr)
- Québec : 26 mars 2019 sur VRAK

- États-Unis : 1,59 million de téléspectateurs[17] (première diffusion)

### Épisode 13:retourneMents
- États-Unis /  Canada : 22 janvier 2019 sur Fox / Citytv
- France : 11 février 2019 sur Canal+ Séries (en VOSTfr)
- Québec : 2 avril 2019 sur VRAK

- États-Unis : 1,82 million de téléspectateurs[18] (première diffusion)

### Épisode 14:calaMité
- États-Unis /  Canada : 12 février 2019 sur Fox / Citytv
- France : 18 février 2019 sur Canal+ Séries (en VOSTfr)
- Québec : 9 avril 2019 sur VRAK

- États-Unis : 1,6 million de téléspectateurs[19] (première diffusion)

### Épisode 15:Monstres
- États-Unis /  Canada : 19 février 2019 sur Fox / Citytv
- France : 25 février 2019 sur Canal+ Séries (en VOSTfr)
- Québec : 16 avril 2019 sur VRAK

- États-Unis : 1,607 million de téléspectateurs[20] (première diffusion)

### Épisode 16:Malheureux présages
- États-Unis /  Canada : 26 février 2019 sur Fox / Citytv
- France : 4 mars 2019 sur Canal+ Séries (en VOSTfr)
- Québec : 23 avril 2019 sur VRAK

- États-Unis : 1,608 million de téléspectateurs[20] (première diffusion)